# Халторп (имение)
 Тази статия е за имението Халторп.  За населеното място в община Калмар вижте Халторп.  
Халторп (Halltorp) е старо кралско имение, разположено на шведския остров Йоланд, населявано от ранния 11 век. В по-стари документи се споменава и като Хаулдторп (Hauldtorp). „Халторп“ е представлява пример и за ранно викингско селище от острова. През Средновековието, Халторп е кралска ферма, попадаща под юрисдикцията на шведската корона и е често използвано място за кралски лов. В имението има стара дъбова гора с вековни дървета.

## Ранна история
Имението „Халторп“ се нарежда сред най-ранните викингски селища на остров Йоланд, заедно с Борихолм и Отенбю. По-нови археологически изследвания показват активност, датирана от викингската епоха и около Йетлинге, Албю и Хултерстад, но „Халторп“ е традиционен пример за селище от това време. През Средновековието в имението Халторп се построява луксозна вила, а през 17 век цялото имение се свързва с площите на замъка „Борихолм“. Гората в имението е достигала до протока Калмарсунд. По време на кралете от династията Васа, областта е използвана за лов и почивка.
Шведският крал Фредерик I подарява имението на Свен Адерман през 1723 година в знак на благодарност за изобретяването на специален тип мускет по време на войните на Карл XII. През 1760 година имението сменя собственика си и е поверено на капитан Едвард Люкехорн, като до 1804 година „Халторп“ е в ръцете на наследниците на Люкехорн.